# Danie Craven
Pour les articles homonymes, voir Danie et Craven.

a Compétitions nationales et continentales officielles uniquement.

b Matchs officiels uniquement.
Daniël Hartman Craven dit Danie Craven (né le 11 octobre 1910 à Lindley dans la province de l'État-Libre en Afrique du Sud et mort le 4 janvier 1993 à Stellenbosch dans la province du Cap-Occidental) est un ancien joueur international Springboks, puis entraîneur de cette même sélection, et enfin dirigeant de rugby à XV sud-africain.

## Biographie
Né dans l'État libre d'Orange, dans la famille d'un pasteur protestant de l'église réformée, il entre à l'université de Stellenbosch, haut lieu du nationalisme afrikaner, où il rencontre A.F. Markötter, entraîneur de l'équipe de rugby, qui aura une influence décisive sur sa vie.
Évoluant essentiellement au poste de demi de mêlée, « Doc Craven », comme on le surnommait parfois, joua aussi demi d'ouverture, centre et même troisième ligne centre.
En 1931, à l'âge de vingt et un ans, il joue son premier match avec l'équipe nationale, les Springboks, lors d'une tournée au pays de Galles, alors qu’il était parti comme remplaçant. Il ne joue son premier match de province que l'année suivante avec la Western Province. En 1934, il passe à l'Eastern Province, puis au Northern Transvaal en 1938, année où cette nouvelle province est formée.
Durant cette période, il est l'un des meilleurs demis de la planète rugby. Danie Craven fait sa dernière apparition sous le maillot springbok au Cap cette année-là en tant que capitaine, lors d'une tournée des Lions. Sa carrière est en effet stoppée par le début de la Seconde Guerre mondiale.
Danie Craven est aussi un intellectuel. Parallèlement au rugby, il poursuit des études très poussées, qui le mènent à trois doctorats (anthropologie, psychologie, éducation physique), et enseigne dans un collège de Grahamstown. Peu avant la guerre, il étudie l'éducation physique en Allemagne et voyage dans toute l'Europe, notamment en Angleterre, et réfléchit à son sport en termes plus cérébraux en observant les sportifs européens.

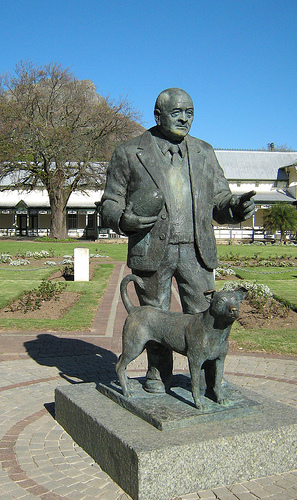
Statue de Danie Craven à Coetzenburg à Stellenbosch.

Ceci contribue grandement à ses succès et lui fabrique une image d'innovateur génial. Il met au point une approche révolutionnaire pour l'époque en développant les méthodes d’entraînement, la technique individuelle et collective, notamment à Stellenbosch qui devient l'« usine à Springboks ». Le stade de l'université porte d'ailleurs aujourd'hui son nom.
Après la guerre, Danie Craven fait partie du comité de sélection des Springboks, puis devient entraîneur de l'équipe en 1949. Il entame son bail en remportant quatre victoires à zéro une série contre l'autre grand du rugby mondial, les All Blacks, ce qu'aucune autre équipe n'avait jamais réalisé, et n'a réalisé depuis. Dans la foulée, il mène les Boks à une tournée triomphale dans les îles Britanniques et en France, au cours de laquelle ils remporteront 30 de leurs 31 matchs, dont un grand chelem contre les cinq équipes du Tournoi des Cinq Nations. Avec une victoire supplémentaire contre l'Australie, les Springboks restent invaincus pendant dix matches, une éternité à l'époque, avant de tomber lors du deuxième test de 1953 contre les Australiens. Au total, il conduit son équipe à dix-sept victoires lors des vingt-trois tests qu'il dirige en tant qu'entraîneur.
Mais les succès se font plus rares à partir de 1955 et Danie Craven est démis de ses fonctions après avoir perdu pour la première fois une série de tests contre la Nouvelle-Zélande (1-3) pendant l'été 1956. Mais son aura est telle que, avant même la fin de sa carrière de sélectionneur, il devient, en avril 1956, président de la fédération sud-africaine de rugby, le « South African Rugby Board » (devenu la SARFU, puis la SARU). Il en sera l'indéboulonnable président jusqu'à sa mort en 1993. C'est lui qui fait de la fédération une institution gigantesque, rentable et dotée d’un pouvoir d'influence considérable.
Durant cette même période il devient aussi un membre influent de l'IRB, la fédération internationale, occupant le poste de président à de nombreuses reprises, la première fois en 1959.

## Un opposant à la politique d'apartheid dans son pays
Danie Craven était aussi connu pour avoir été opposé à la politique de ségrégation raciale de son pays. Cette prise de conscience, qui se faisait par le biais de sa passion pour le rugby, débute en 1965, lorsque le Premier ministre sud-africain Hendrik Verwoerd déclare que les Māoris ne pourraient pas entrer sur le sol sud-africain à l’occasion de la tournée des All Blacks néo-zélandais prévue en 1967 en raison de la politique d'Apartheid qui interdisait les contacts entre « races » dans tous les domaines de la vie, y compris le sport. À la suite de ce refus, la fédération néo-zélandaise de rugby à XV prendra la décision de faire annuler la tournée. Danie Craven se rend alors peu à peu compte de l’iniquité de cette politique qui risquait de renforcer l’ostracisme de la communauté internationale vis-à-vis de l'Afrique du Sud et de tuer son sport dans son propre pays.
Néanmoins, cette évolution devient vraiment sensible dans la deuxième moitié des années 1970. Danie Craven est particulièrement influencé par son grand ami, le président de la Fédération française, Albert Ferrasse, pourfendeur de l'apartheid, qui impose des tournées en Afrique du Sud au mépris des polémiques. Danie Craven accepte ainsi de laisser jouer l’ailier français Roger Bourgarel en 1971, et l’arrière Serge Blanco en 1980, tous deux noirs. Lors de la tournée française de 1975, il autorise trois rencontres contre des sélections noires, métisses et multiraciales. Condition « sine qua non » exigée par Albert Ferrasse à la visite des Français.
Dans le rugby, milieu tenu par des Afrikaners conservateurs, à une époque où l’idéologie nationaliste d’apartheid était toute-puissante, il se fait de solides inimitiés. Il ne faisait notamment pas partie du Broederbond, société secrète afrikaner qui contrôlait la vie publique sud-africaine , mais même ses adversaires savaient que ses contacts internationaux étaient essentiels pour maintenir l’Afrique du Sud sur la scène internationale.
L’une de ses plus belles réussites est la création de la Craven Week, tournoi réservé aux juniors depuis 1964, que Danie Craven fit ouvrir à toutes les races en 1980 en autorisant la participation d'une équipe de collégiens métis malgré l'opposition du leader de l'aile conservatrice du parti national, Andries Treurnicht, président du parti dans le Transvaal et futur chef du Parti conservateur d'Afrique du Sud.
Au début des années 1980, les incidents se multiplient lors des matchs des Springboks, notamment lors de leur tournée en Nouvelle-Zélande en 1981. Le raidissement de la communauté internationale depuis les émeutes de Soweto en 1976 débouchent sur un boycott particulièrement strict vis-à-vis de l'Afrique du Sud, auquel le sport n’échappe pas. Mais nombreux sont ceux qui souhaitaient maintenir les liens, dont Danie Craven qui contribua à organiser plusieurs tournées « pirate », comme celles des Jaguars sud-américains (1980 et 1984) ou celle des Cavaliers, équipe néo-zélandaise comprenant quelques All Blacks, en marge de la fédération néo-zélandaise en 1986. Danie Craven quitte l'International Board à la suite de cette tournée à laquelle il avait initialement affirmé qu'il s'opposerait. Cette année-là, il organise la première séance d'entraînement à Soweto.
En 1988, il rencontre les leaders de l'ANC en exil au Zimbabwe, en compagnie de Luis Luyt, le tout-puissant président de la fédération du Transvaal, au mépris de la loi et de la politique, ce qui en dit long sur le crédit accordé à Danie Craven et à l'importance du rugby en Afrique du Sud.
Danie Craven est enfin à l’origine de la création de la fédération sud-africaine actuelle, la première qui fut unifiée et non-raciale après la chute de l'apartheid en 1991. La South African Rugby Football Union (SARFU, devenue depuis la SARU), fondée en mars 1992, remplace le SARB et de la SARU, fédération métisse, et il en devient l'un des deux premiers coprésidents en compagnie d'Ebrahim Patel. Grâce à cette nouvelle institution, Danie Craven voit l'Afrique du Sud réintégrer la communauté internationale du rugby. Il décède moins d'un an plus tard.
Son petit-fils Dan Craven, qui possède la nationalité namibienne, lui succède en tant que sportif de haut niveau puisqu'il devient champion d'Afrique de cyclisme en 2008. Tout en militant comme lui contre l'absurdité du racisme dans la société sud-africaine.